# 芝田稔
芝田 稔（しばた みのる、1916年〈大正5年〉12月12日 - 2007年〈平成19年〉2月10日）は、日本の中国語学者。関西大学名誉教授。

## 生涯
大阪府南河内郡長野町（現・河内長野市）出身。北京大学文学院国文学系卒業。関西大学文学部助教授、教授。1989年定年、名誉教授。
子供は二男二女、長男は芝田啓治（元教員、元河内長野市長）。

## 著書
- 中国新聞の読み方（江南書院 1956年）
- 日本中国ことばの往来（白帝社 1987年）

### 共著
- 新しい中国語・古い中国語（鳥井克之共著 光生館 中国語研究学習双書 1985年）

### 翻訳
- 『湖北秋収暴動経過の報告 中国共産党史研究の一資料』（三上諦聴、石川忠雄共訳 関西大学東西学術研究所 1961年）
- 『第四次全国労働代表大会に提出せる上海総工会の報告書 中国共産党史研究の一資料』（石川忠雄、三上諦聴共訳 関西大学東西学術研究所 1962年）
- 中国共産党編『1922年より1926年にいたる中国共産党五年来の政治主張 中国共産党史研究の一資料』（三上諦聴、石川忠雄共訳 関西大学東西学術研究所 1963年）
- 海燕編『抗日軍政大学の動態 中国共産党史研究の一資料』（三上諦聴、石川忠雄共訳 関西大学東西学術研究所 1965年）
- 黄峯編『中国第八路軍行軍記 中国共産党史研究の一資料』（三上諦聴共訳註 関西大学東西学術研究所 1971年）
- 馮玉忠編『中国現代史 革命と建設の基本問題』（鳥井克之共訳 関西大学東西学術研究所 1987年）